# Pragmática

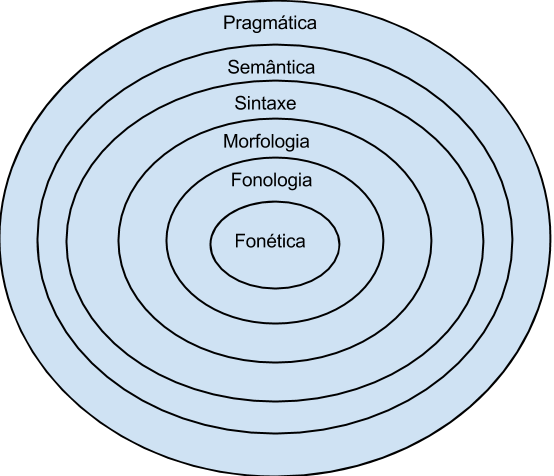
Diagrama esclarecedor e redutor dos níveis de análise linguística segundo Paulo Nunes da Silva.

Pragmática é o ramo da linguística que estuda a linguagem no contexto de seu uso na comunicação. É o estudo de como o contexto contribui para o significado. O campo de estudo avalia como a linguagem humana é utilizada nas interações sociais, bem como a relação entre o intérprete e o interpretado. A pragmática está além da construção da frase, objeto da sintaxe, ou do seu significado, objeto da semântica. A pragmática estuda essencialmente os objetivos da comunicação.
A pragmática engloba fenômenos incluindo implicatura, atos de fala, relevância e conversação, bem como comunicação não-verbal. As teorias da pragmática andam de mãos dadas com as teorias da semântica, que estuda aspectos do significado, e da sintaxe, que examina estruturas, princípios e relacionamentos das frases. A capacidade de entender o significado pretendido por outro falante é chamada de competência pragmática. A pragmática surgiu como seu próprio subcampo na década de 1950 após o trabalho pioneiro de J. L.  Austin e Paul Grice.
As palavras, em sua significação comum, assumem muitas vezes outros significados distintos no uso da língua e, mais recentemente, o campo de estudo da pragmática passou a englobar o estudo da linguagem comum e o uso concreto da linguagem, enquanto a semântica e a sintaxe constituem a construção teórica. A pragmática, portanto, estuda os significados linguísticos determinados não exclusivamente pela semântica proposicional ou frásica, mas aqueles que se deduzem a partir de um contexto extralinguístico: discursivo, situacional, etc.. 
A capacidade de compreender a intenção do locutor é chamada de competência pragmática. Como exemplo, suponha uma pessoa queira fazer uma segunda pessoa não fumar numa sala. Pode simplesmente dizer, de uma forma muito direta: "Pode deixar de fumar, por favor?". Ou, em alternativa, pode dizer: "Huumm, esta sala precisa de um purificador de ar". Repare que a palavra 'fumo' ou 'fumar' não é utilizada, mas indiretamente revela a intenção do locutor.

## Conceituação teórica
A pragmática foi uma reação à linguística estruturalista delineada por Ferdinand de Saussure . Em muitos casos, ampliou sua ideia de que a linguagem tem uma estrutura analisável, composta de partes que podem ser definidas em relação a outras. A pragmática primeiro se engajou apenas no estudo sincrônico, em oposição ao exame do desenvolvimento histórico da linguagem. No entanto, rejeitou a noção de que todo significado vem de signos existentes puramente no espaço abstrato da língua. Enquanto isso, a pragmática histórica também passou a existir. O campo não ganhou a atenção dos linguistas até a década de 1970, quando surgiram duas escolas diferentes: o pensamento pragmático anglo-americano e o pensamento pragmático continental europeu.
O uso do termo pragmática como ramo da linguística teve início com Charles Morris, em 1938, significando o estudo da linguagem em uso. Rudolf Carnap, que trabalhara com Morris em Chicago, definiu-a como sendo a relação entre a linguagem e seus falantes.
A pragmática evoluiu, depois, para uma compreensão menos filosófica, como prática social concreta, que analisa a significação linguística de acordo com a interação existente entre quem fala e quem ouve, do contexto da fala, os elementos socioculturais em uso e, também, dos objetivos, efeitos e consequências desse uso contínuo.

## Coerência pragmática
É quando o texto tem que seguir uma linha de sentido, ou seja, uma sequência de atos. Não é possível o locutor dar uma ordem e fazer um pedido no mesmo ato de fala. Quando estas condições são ignoradas, constituem incoerência pragmática.

## Áreas de interesse
- O estudo do significado do falante focando não na forma fonética ou gramatical de um enunciado, mas nas intenções e crenças do falante.
- O estudo do significado no contexto e a influência que um determinado contexto pode ter na mensagem. Requer o conhecimento das identidades do falante, e o lugar e o tempo do enunciado.
- O estudo das implicaturas: as coisas que são comunicadas mesmo que não sejam expressas explicitamente.
- O estudo da distância relativa, tanto social quanto física, entre falantes para entender o que determina a escolha do que é dito e do que não é dito.
- O estudo do que não é significado, em oposição ao significado pretendido: o que não é dito e não intencional, ou não intencional.
- Estrutura da informação, o estudo de como os enunciados são marcados para gerenciar eficientemente o terreno comum de entidades referidas entre falante e ouvinte.
- Pragmática Formal, o estudo dos aspectos de significado e uso para os quais o contexto de uso é um fator importante, usando os métodos e objetivos da semântica formal.
- O estudo do papel da pragmática no desenvolvimento de crianças com transtornos do espectro do autismo ou transtorno do desenvolvimento da linguagem.[8][9][10][11][12]

## Ambiguidade
A frase "Você tem luz verde" é ambígua. Sem conhecer o contexto, a identidade do falante ou a intenção do falante, é difícil inferir o significado com certeza. Por exemplo, pode significar:
- o espaço que lhe pertence tem iluminação ambiente verde;
- você está passando por um semáforo verde;
- você não precisa mais esperar para continuar dirigindo;
- você tem permissão para prosseguir em um contexto sem direção;
- seu corpo é lançado em um brilho esverdeado;
- você possui uma fonte de luz que irradia verde; ou
- você possui uma luz com uma superfície verde.[13][14]

Outro exemplo de uma frase ambígua é: “Fui ao banco”. Este é um exemplo de ambiguidade lexical, pois a palavra banco pode ser tanto em referência a um lugar onde se guarda dinheiro, quanto um banco qualquer. Para entender o que o falante está realmente dizendo, é uma questão de contexto, e é por isso que também é pragmaticamente ambíguo.
Da mesma forma, a frase "Sherlock viu o homem com binóculos" pode significar que Sherlock observou o homem usando binóculos, ou pode significar que Sherlock observou um homem que estava segurando binóculos (ambiguidade sintática). O significado da frase depende da compreensão do contexto e da intenção do falante.
Conforme definido na linguística, uma frase é uma entidade abstrata: uma sequência de palavras divorciadas do contexto não linguístico, em oposição a um enunciado que é um exemplo concreto de um ato de fala em um contexto específico. Quanto mais os sujeitos conscientes se apegam a palavras, expressões idiomáticas, frases e tópicos comuns, mais facilmente os outros podem supor seu significado; quanto mais se afastam de expressões e tópicos comuns, mais amplas são as variações nas interpretações.
 

Isso sugere que as frases não têm significado intrínseco, que não há significado associado a uma frase ou palavra, e que qualquer uma delas pode representar uma ideia apenas simbolicamente. O gato sentou-se no tapete é uma frase. Se alguém dissesse a outra pessoa: "O gato sentou-se no tapete", o ato é em si uma declaração. Isso implica que uma frase, termo, expressão ou palavra não pode representar simbolicamente um único significado verdadeiro; tal significado é subespecificado (que gato sentou em qual tapete?) e potencialmente ambíguo. Por outro lado, o significado de um enunciado pode ser inferido através do conhecimento de seus contextos linguísticos e não linguísticos (o que pode ou não ser suficiente para resolver a ambiguidade). Na matemática, com o paradoxo de Berry, surge uma ambiguidade sistemática semelhante com a palavra "definível".